# Altinbek Sarsenbajuly

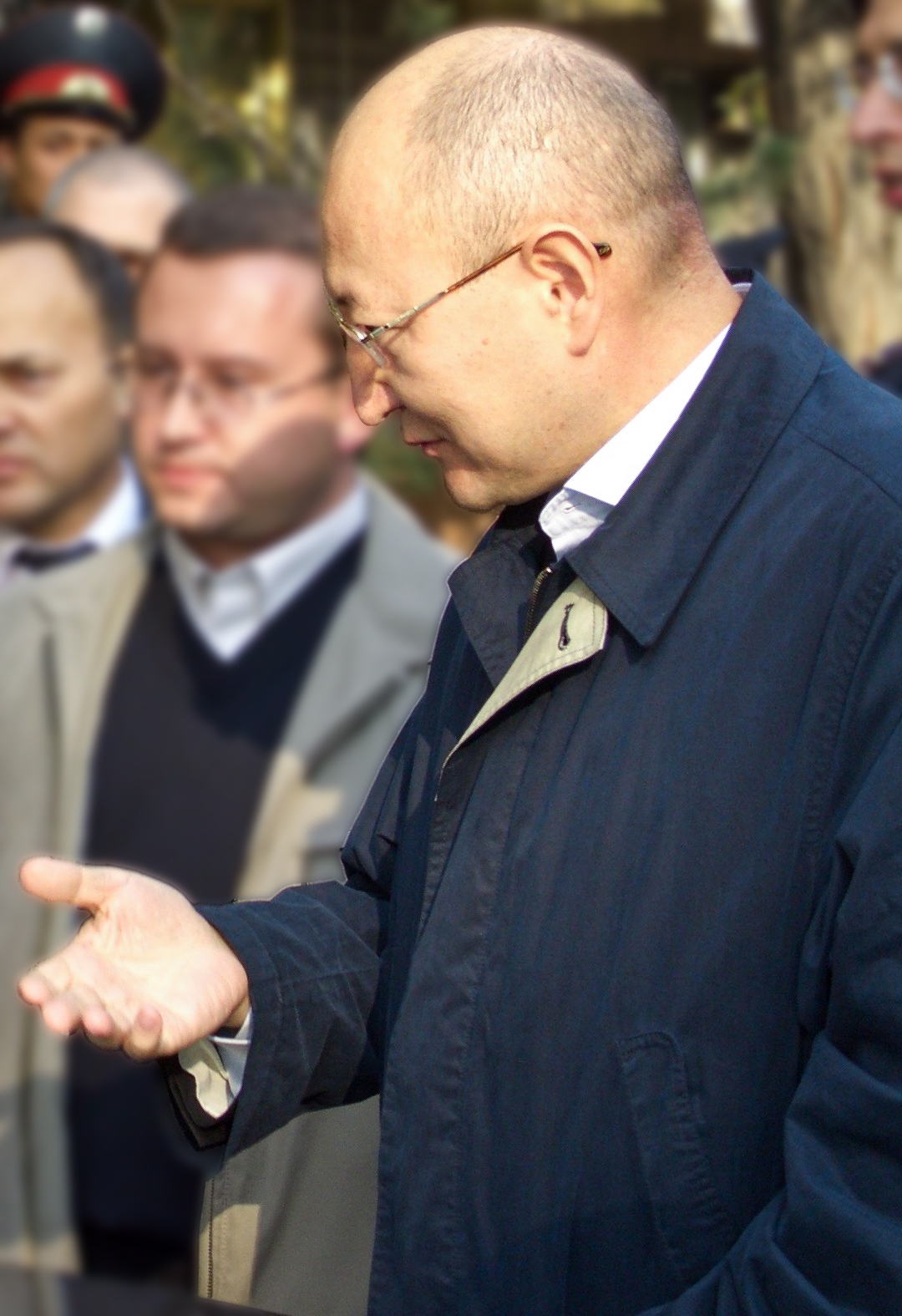
Altinbek Sarsenbajuly (2005)

Altynbek Särsenbajuly (kasachisch Алтынбек Сәрсенбайұлы Altynbek Särsenbaiūly, russisch Алтынбек Сарсенбайулы Altynbek Sarsenbajuly; * 12. September 1962 im Dorf Kajnar, Gebiet Almaty, Kasachische Sozialistische Sowjetrepublik, UdSSR; † 11. Februar 2006 im Audan Talghar, Gebiet Almaty) war ein kasachischer Politiker (Aq Jol) und Staatsmann.

## Biographie
Särsenbajuly absolvierte 1982 ein Studium in Journalismus an der Al-Farabi-Universität in Almaty. Ein weiterer Abschluss auf diesem Fachgebiet folgte 1985 an der Lomonossow-Universität Moskau.
Zwischen 1985 und 1987 arbeitete Särsenbajuly als Chefredakteur in der kasachischen Telegraphagentur. Anschließend war er bis Ende 1991 als Redakteur bei verschiedenen Zeitungsredaktionen tätig. Anfang 1992 ging er in die Politik und wurde im März desselben Jahres zum Leiter der Abteilung für Kultur und interethnische Beziehungen beim Präsidentenapparat und dem Ministerkabinett der Republik Kasachstan ernannt. Bereits wenige Monate später leitete er die Abteilung für innenpolitische Fragen.
Im Januar 1993 bekam Särsenbajuly seinen ersten hochrangigen Posten als Minister für Presse und Massenmedien der Republik Kasachstan. 1997 wurde er zum Minister für Information berufen.
2001 wurde Särsenbajuly zum Sekretär des Sicherheitsrates von Kasachstan ernannt.
Zwischen 2002 und 2003 amtierte er als Botschafter in Russland.
Im Juli 2004 kehrte Särsenbajuly ins Ministerium für Information zurück und wurde erneut mit dem Ministerposten betraut. Doch zwei Monate später trat er von seinem Amt zurück und beschuldigte die Regierung, die Ergebnisse der Parlamentswahlen in Kasachstan 2004 manipuliert zu haben.
Nach dem Ausscheiden aus der Regierung ging Särsenbajuly in die Opposition und gründete die regimekritische Partei „Wahre Ak Schol“ (russisch „Настоящий Ак жол“).

## Ermordung
Am 13. Februar 2006 wurde Särsenbajuly zusammen mit seinem Fahrer und seinem Leibwächter im Audan Talghar der Provinz Almaty mit mehreren Schüssen tot aufgefunden. Die Mitstreiter des Oppositionspolitikers bezeichneten den Mord als politisch motiviert und behaupteten, die Regierung stünde unmittelbar hinter der Tat.
Im Zuge der Ermittlungen wurden am 22. Februar 2006 fünf Offiziere des Nationalen Sicherheitskomitees der Republik Kasachstan (KNB) und der Eliteeinheit Arystan, die an der Tötung Särsenbajulys beteiligt gewesen sein sollen, festgenommen. Am nächsten Tag legte der Chef des KNB Nartai Dütbajew sein Amt nieder. Insgesamt wurden zehn Tatbeteiligte und Hintermänner in dem Fall angeklagt und zu Haftstrafen zwischen drei und 20 Jahren verurteilt. Ein Polizeioffizier bekam lebenslänglich. Die Hauptdrahtzieher und die Frage, wer genau den Mord an Särsenbajuly in Auftrag gegeben hatte, konnten jedoch bisher nicht ermittelt werden.